# 超新星全天自動巡天
超新星全天自動巡天（英語：All Sky Automated Survey for SuperNovae，ASAS-SN）是一個由俄亥俄州立大學的天文學家，包括克里斯托弗·科恰內克和克日什托夫·史坦內克Krzysztof Stanek領導建立的自動程式。它在北半球和南半球都有20台機器人望遠鏡。它大約每天都可以對對整個天空完整量測一次。

## 組成
最初，哈萊阿卡拉火山（英語：CHaleakala）有四架ASAS-SN望遠鏡什麼類型的望遠鏡？大小？我們能添加一個連結嗎？，和在托洛洛山美洲際天文台的拉斯坎布里斯天文台有四架。2017年，在智利、南非和德克薩斯州又部署了12台望遠鏡，資金來自戈登和貝蒂摩爾基金會、俄亥俄州立大學、古巴山天文基金會、中國、智利、丹麥和德國。所有望遠鏡（尼康長焦400mm / F2.8鏡頭）的口徑為14釐米，ProLine PL230 CCD相機。相機中的圖元解析度為7.8弧秒，因此通常需要在其它望遠鏡上進行後續觀測才能獲得更準確的位置。

## 科學發現
該專案的主要目標是尋找明亮的超新星，其發現包括ASASSN-15lh，是有史以來發現的最強大的超新星事件。然而，其它瞬態天體經常被發現，包括附近的潮汐破壞事件（TDE）（例如，ASASSN-19bt），銀河系新星（例如，ASASSN-16kt，ASASSN-16ma和ASASSN-18fv），激變變星和恆星閃焰，包括幾個有史以來最大的閃焰。在2017年7月，ASAS-SN發現了它的第一顆彗星ASASSN1，並於2019年7月為近地小行星2019 OK提供了關鍵數據。它可以探測到星等在18到8之間的新天體。
發現的天體的名稱以「ASASSN」開頭，後跟破折號、兩位數年份和字母，例如 ASASSN-19bt。

## 外部連結
- 官方网站
- YouTube上的Nemesis found! (2013)— Yes, that Nemesis